# Konotop
Konotop (ukrainsk: Конотоп ukrainsk udtale: [konoˈtoˑp], tr. Konotop) er en by i Sumy oblast i det nordøstlige Ukraine. Konotop fungerer som administrativt centrum for Konotop rajon. Konotop ligger ca. 129 km fra Sumy, oblastens administrative centrum. Den er hjemsted for Konotop luftbase, som nu er i Ukraines besiddelse.
Byen har en befolkning på omkring 84.787 (2021) indbyggere.

## Historie
I begyndelsen af det 17. århundrede var Kosakker bosat i området. Bebyggelsen blev første gang nævnt i 1634 i forskellige dokumenter som Novoselytsia. I 1642 blev der bygget en polsk fæstning på stedet, som blev opkaldt efter floden Konotopka. Sandsynligvis forsvandt floden, og der blev oprettet en anden, Yezuch. Befæstningen blev et nøglepunkt i kampen mod Zar-Rusland.

### Ruslands invasion i 2022
Den 25. februar 2022, under Ruslands invasion af Ukraine 2022, blev byen rapporteret at være under belejring af russiske styrker på vej mod Kiev. Ukraine erklærede senere, at det havde mistet kontrollen over byen.  Borgmesteren Artem Seminikhin udtalte den 2. marts, at russiske tropper, der var gået ind i byen, havde advaret ham om, at de ville ødelægge byen, hvis indbyggerne gjorde modstand.  Der blev indgået en aftale, hvorefter de russiske styrker accepterede ikke at ændre byens regering eller indsætte tropper, til gengæld ville indbyggerne ikke angribe dem. Den 3. april udtalte det ukrainske parlamentsmedlem Olexander Kachura på Twitter, at alle russiske styrker havde forladt Konotop rajon. Den 4. april 2022 erklærede Sumy oblasts guvernør Dmytro Zhyvytskyi oplyste, at russiske tropper ikke længere besatte nogen byer eller landsbyer i Sumy oblast og stort set trukket sig tilbage, mens de ukrainske tropper arbejdede på trænge de resterende enheder ud.

## Gallery
- Trækirken Sankt Nikolas
- Himmelfartskirken
- General Mikhail Dragomirovs ejendom
- Hestestatue i centrum
- Den gamle bydel
- Konotop jernbanehospital
- Skole i Konotop
- Gammel skole i Konotop
- Konotop sporvogn
- Jernbanestation